# IPHT

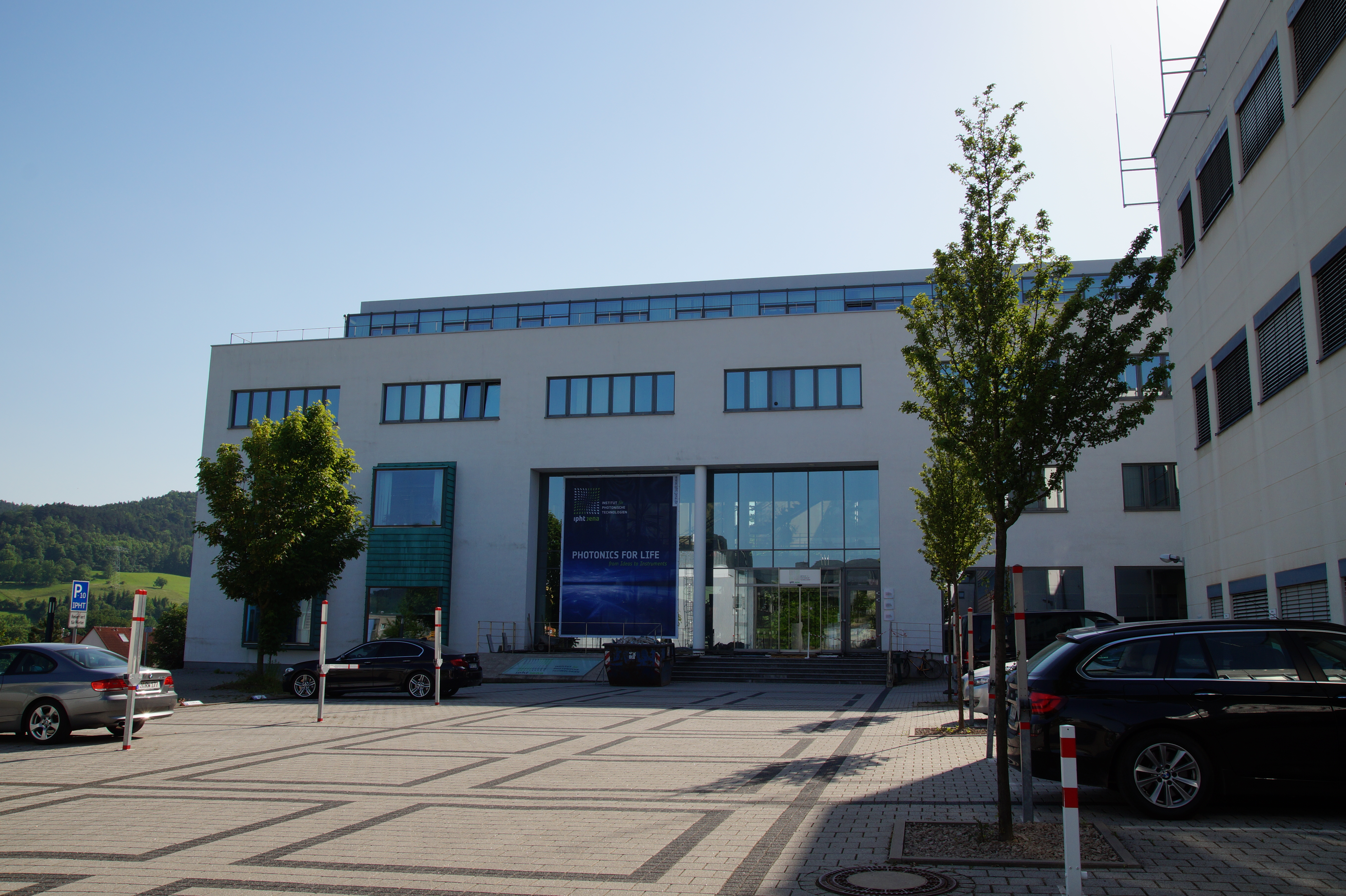
Instituto de Tecnología Fotónica

El Instituto de Tecnología Fotónica (IPHT — en alemán: Institut für Photonische Technologien) es un centro de investigación no universitario en Jena, Turingia, Alemania.  Centrado en aplicaciones para varios sistemas físicos, el mandato del Instituto es encontrar soluciones a retos en sistemas de alta tecnología.
IPHT Lleva a cabo búsqueda en las siguientes áreas: magnetismo, óptica cuántica, óptica, sistemas microelectromecánicos, biofotónica y tecnología láser. El Instituto trabaja con universidades y compañías. 
El IPHT coordina varios proyectos financiados por la Comisión europea:
- Photonics4life
- S-Pulso
- Alto-EF
- Rod-Sol
- Fiblys